# Terebovlja
Terebovlja (ukrainsk: Теребовля, polsk: Trembowla) er en lille by i Ternopil rajon, Ternopil oblast (provins) i det vestlige Ukraine. Det er en gammel bebyggelse, der har sine rødder tilbage til bebyggelsen Terebovl, der eksisterede i Kijevrus. Navnet kan også på forskellig vis translittereres som Terebovlya, Terebovla eller Terebovlja. Terebovlia er vært for administrationen af Terebovlja urban hromada, en af Ukraines hromadaer.  Efter genopbygningen af borgen i Terebovlia i 1366, administrerede Polen (Podole Vojvodskab) byen.
Indbyggertallet var ved folketællingen 2001 13.661; det nuværende indbyggertal er anslået til 13.279 (2021) indbyggere.
I 1913 talte byen 10.000 indbyggere, hvoraf 4.000 var polakker, 3.200 var rutenere (ruthenere) og 2.800 var jøder. I 1929 var der 7.015 indbyggere, hovedsageligt polakker, ukrainere og jøder. Indtil 17. september 1939, dagen for Sovjetunionens invasion af Polen, var Trembowla amtsby i Tarnopol vojvodskab i den anden polske republik. Før Holocaust var byen hjemsted for 1.486 jøder, og de fleste af dem (omkring 1.100) blev skudt af tyskerne i den nærliggende landsby Plebanivka den 7. april 1943.

## Historie
Terebovlja er en af de ældste byer i Vestukraine. Den blev første gang nævnt i Nestorkrøniken fra 1097. I Røde Rutheniens tid var den tidligere centrum for fyrstendømmet Terebovlja. Den blev kaldt Terebovl (polsk: Trembowla). Terebovlia fyrstendømmet omfattede landområder i hele det sydøstlige Galicien, Podolien og Bukovina. Den polske konge Kasimir den 3. af Polen (den Store) fik Suzerænitet af Halych (Galicien) efter sin fætter, Yuri Boleslaw 2. af Galiciens død, da byen blev en del af det polske domæne. Den blev fuldt ud indlemmet i Polen i 1430 under kong Vladislav 2. Jagello af Polen, mens hans søn Kasimir 4. Jagiellon af Polen gav byen begrænsede Magdeburgrettigheder.

### Khmelnytskyi-opstanden
Under Khmelnytskyi-opstanden blev Terebovl et af centrene for kampen i Podolien. Byen blev ofte plyndret af krimtatarer, tyrkere og deres tidligere allierede, de zaporozjiske kosakker. De mest ødelæggende angreb fandt sted i 1498, 1508, 1515 og 1516, hvilket resulterede i en midlertidig nedgang for byen.

### Nyere historie
Efter Polens første deling i 1772 blev Trembowla (det polske navn for Terebovlja) en del af Habsborg-imperiet's Galicien indtil 1918. Fra den 18. november 1918 til den 9. juni 1919 var byen under kontrol af Vestukrainske folkerepublik. Efter Den polsk-ukrainske krig kom Trembowla tilbage til polsk styre og fungerede som hovedsæde for et amt i Tarnopol voivodskab.
Sovjetunionen indtog byen i september 1939. Sovjet forblev ved magten indtil den tyske invasion, der begyndte den 22. juni 1941. Terebovlia var under tysks besættelse fra 5. juli 1941 til 22. marts 1944. Den blev administreret som en del af Distrikt Galicien under Generalguvernementet Polen i Nazi-Tyskland. Efter at tropper fra 1. ukrainske front af Den Røde Hær havde generobret byen, blev den igen en del af Ukraines socialistiske sovjetrepublik mellem 1944-1991 hvor Ukraine blev selvstændigt.